# Dilemma japonicum
Dilemma japonicum is een tweekleppigensoort uit de familie van de Poromyidae. De wetenschappelijke naam van de soort is voor het eerst geldig gepubliceerd in 2008 door Sasaki & Leal.